# متلازمة فرط اليوزينيات
متلازمة فرط اليوزينيات  (بالإنجليزية:  Hypereosinophilic syndrome)‏، هو مرض يتميز بكثرة اليوزينيات (بالإنجليزية: eosinophilia)‏(أحد أنواع خلايا الدم البيضاء) ممايؤثر على العديد من الأعضاء الحيوية في الجسم كالقلب، الجهاز التنفسي، الجهاز العصبي المركزي والجلد. ولتشخيصه يجب تكون زيادة عدد الخلايا اليوزينية أكثر من 1500 / ميكرولتر ولمدة 6 أشهر متتالية مع ظهور علامات وأعراض تأثر أحد أعضاء الجسم واستبعاد الأسباب الأخرى لزيادة عدد الخلايا اليوزينية.
ويعتبر أحد الأمراض النادرة

## الأسباب
لايوجد سبب معروف للمرض

## الأعراض
تختلف العلامات والأعراض للمرض على حسب الأعضاء المتأثرة ومن بعضها ضعف عضلة القلب، تضخم الطحال والكبد، طفح جلدي، ضعف في الأعصاب، جلطات أو ضيق التنفس.

## التشخيص
ولتشخيصه يجب ان تكون زيادة عدد الخلايا اليوزينية في تحليل الدم أكثر من 1500 / ميكرولتر ولمدة 6 أشهر متتالية مع ظهور علامات وأعراض تأثر أحد أعضاء الجسم ويجب واستبعاد الأسباب الأخرى لزيادة عدد الخلايا اليوزينية.
فحص نخاع العظم يعتبر من الفحوصات المهمة لتشخيص المرض،
أيضاً من المهم عمل عدد اخر من الفحوصات لمعرفة تأثير المرض على عدد من الاعضاء مثل تخطيط للقلب، أشعة صوتية للقلب، أشعة مقطعية للدماغ،

## العلاج
تتضن الخطة العلاجية للمرض التالي:
1. محاولة تقليل مستوى اليوزينيات ومنع التأثير على أعضاء الجسم المختلفة. ويعتبر علاج الكورتيزون فعال لهذا الغرض. علاج إيماتينب (بالإنجليزية:  imatinab)‏ يستخدم في عدد من الحالات ويعتمد تحديد فائدتة على بعض الفحوصات الطبية.
2. علاجات داعمة للأعضاء المتأثره بالمرض،

فاذا كان هناك تأثير على القلب فمن الممكن استخدام علاجات القلب أو تغيير الصمامات القلبية عند الحاجة
أيضا إذا تضخم الطحال فقد يحتاج المريض نقل دم أو صفائح أو ازالة الطحال جراحيا في بعض الحالات.